# Schönengrund
Schönengrund é uma comuna da Suíça, no Cantão Appenzell Exterior, com cerca de 474 habitantes. Estende-se por uma área de 5,19 km², de densidade populacional de 91 hab/km². Confina com as seguintes comunas: Hemberg (SG), Sankt Peterzell (SG), Schwellbrunn, Urnäsch. 
A língua oficial nesta comuna é o Alemão.

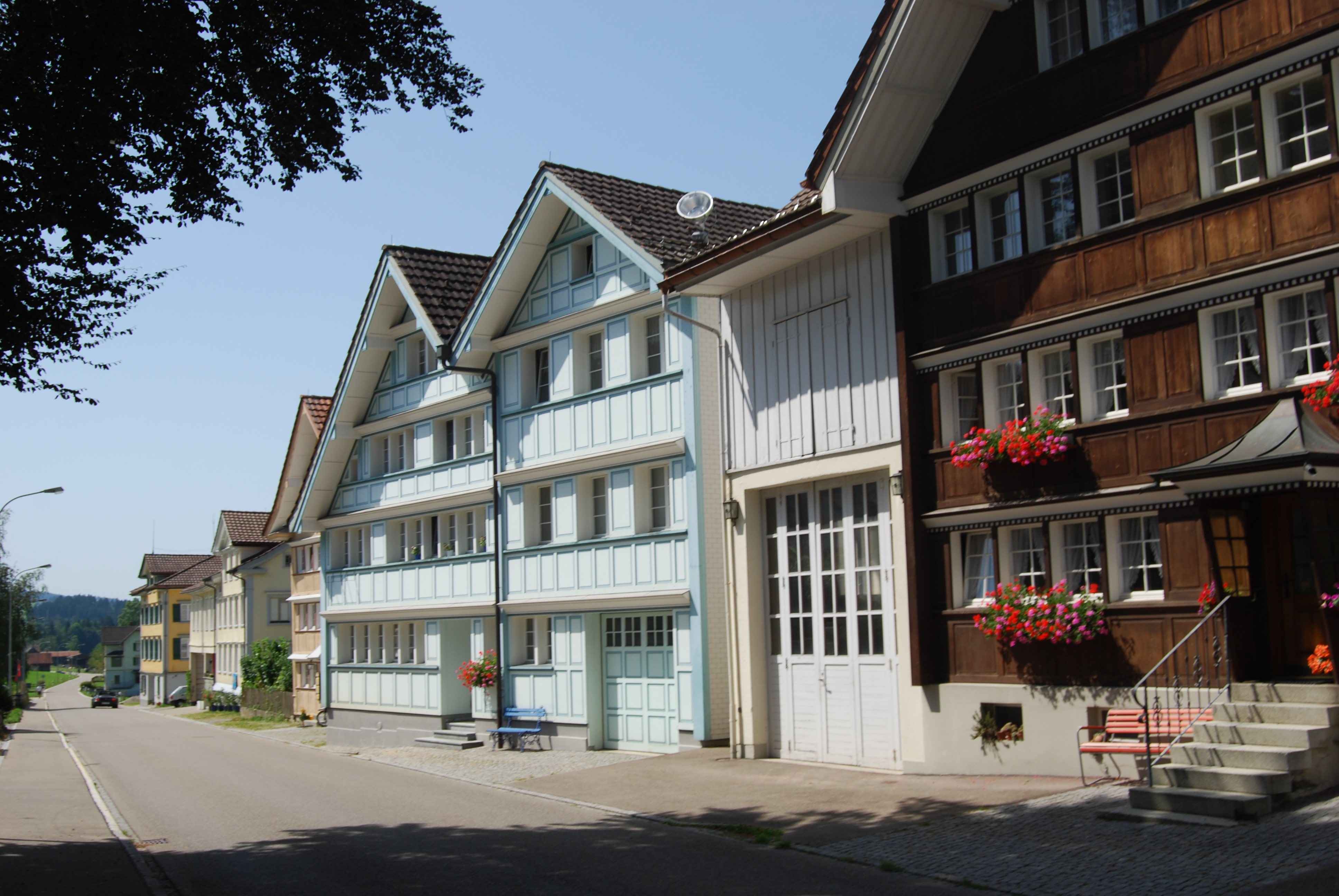
Schönengrund